# Літургія Василія Великого

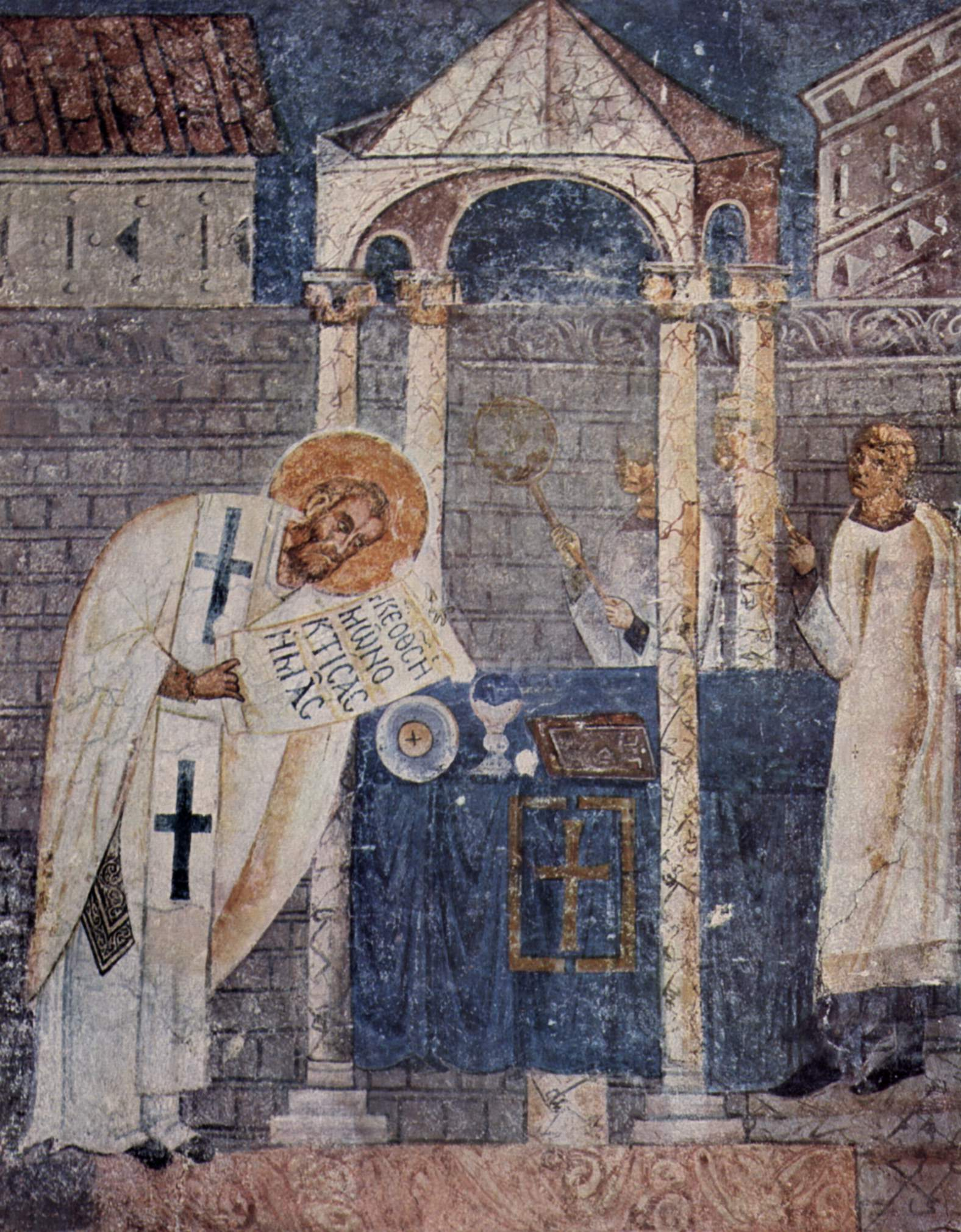
Василій Великий звершує проскомидію (фреска кафедрального собору в Охриді)

Літу́ргія Васи́лія Вели́кого (грец. Θεία Λειτουργία του Μεγάλου Βασιλείου) — чин літургії візантійського обряду, яка, згідно з Уставом, здійснюється лише десять разів на рік. Складання даного чинопослідування традиційно приписують святителю Василію Великому, архієпископу у Кесарії Каппадокійської.

## Дні коли служать літургію
Літургія Василя Великого здійснюється в східних католицьких та православних церквах десять разів на рік:
1. У недільні дні Великого посту, крім  Вербної неділі;
2. У четвер і суботу  Страсного тижня;
3. У день пам'яті Василя Великого — 1 січня;
4. Напередодні свят Різдва Христового та  Хрещення або в самі ці свята, якщо вони трапляються в понеділок або в неділю.

## Відмінності чину літургії
Порядок, зміст і дію літургії Василя Великого подібні літургії Івана Золотоустого, але мають такі особливості:
- Молитви, які священник читає таємно (про себе) у вівтарі (особливо євхаристійні), значно довші, а тому і розспіви на цій Літургії бувають протяжнішими;
- Перед виголосами в другій частині євхаристійної молитви «Прийміть, їжте» та «Пийте з неї всі» священник вимовляє вголос ще слова: «Дав святим Своїм Учням і Апостолам і сказав:»;
- Замість молитви «Достойно є» співається молитва «Тобою радується, Благодатная»;
- На проскомидії та відпусті замість імені Івана Золотоустого згадується ім'я Василя Великого.